# Benjamin Franklin Howey

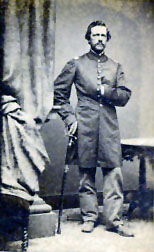
Benjamin Franklin Howey

Benjamin Franklin Howey (* 17. März 1828 bei Swedesboro, Gloucester County, New Jersey; † 6. Februar 1893 in Columbia, New Jersey) war ein US-amerikanischer Politiker. Zwischen 1883 und 1885 vertrat er den Bundesstaat New Jersey im US-Repräsentantenhaus.

## Werdegang
Benjamin Howey war ein Neffe von Gouverneur Charles C. Stratton (1796–1859). Er erhielt zeitweise Privatunterricht, besuchte aber auch die öffentlichen Schulen seiner Heimat. Seit 1847 arbeitete er in Philadelphia im Mehl- und Getreidehandel. Später war er im Stein- und Schiefergeschäft tätig. In den Jahren 1862 und 1863 diente er während des Bürgerkrieges im Heer der Union. Von 1878 bis 1881 war er als Sheriff Polizeichef im Warren County.
Politisch war Howey Mitglied der Republikanischen Partei. Bei den Kongresswahlen des Jahres 1882 wurde er im vierten Wahlbezirk von New Jersey in das US-Repräsentantenhaus in Washington, D.C. gewählt, wo er am 4. März 1883 die Nachfolge von Henry S. Harris antrat. Da er im Jahr 1884 auf eine erneute Kandidatur verzichtete, konnte er bis zum 3. März 1885 nur eine Legislaturperiode im Kongress absolvieren. Nach dem Ende seiner Zeit im US-Repräsentantenhaus zog sich Benjamin Howey wieder aus der Politik zurück. Er starb am 6. Februar 1893 in Columbia.